# Formigny La Bataille
Formigny La Bataille est une commune française située dans le département du Calvados en région Normandie, peuplée de 760 habitants. Elle est créée le 1er janvier 2017 par la fusion de quatre communes, sous le régime juridique des communes nouvelles. Les communes d'Aignerville, d'Écrammeville, de Formigny et de Louvières deviennent des communes déléguées.

## Géographie
| Englesqueville-la-Percée Asnières-en-Bessin | Manche               | Saint-Laurent-sur-Mer Vierville-sur-Mer Colleville-sur-Mer |
| Longueville                                 | Formigny La Bataille | Surrain                                                    |
| Bricqueville                                | Trévières            | Mandeville-en-Bessin                                       |

### Hydrographie
La commune est située dans le bassin Seine-Normandie. Elle est drainée par le Véret, l'Aure, l'Esque, le ruisseau de Formigny, la Fontaine de Fumichon, un bras de l'Esque, un bras de l'Aure, un bras du Formigny et divers autres petits cours d'eau,.
Le Véret, d'une longueur de 13 km, prend sa source dans la commune  et se jette  dans la baie de Seine à Grandcamp-Maisy, après avoir traversé six communes. 
L'Aure, d'une longueur de 82 km, prend sa source dans la commune de Caumont-sur-Aure et se jette  dans la Vire en limite d'Osmanville, Isigny-sur-Mer et Carentan-les-Marais, après avoir traversé 26 communes. 
L'Esque, d'une longueur de 21 km, prend sa source dans la commune de Cerisy-la-Forêt et se jette  dans l'Aure à Colombières, après avoir traversé douze communes. 

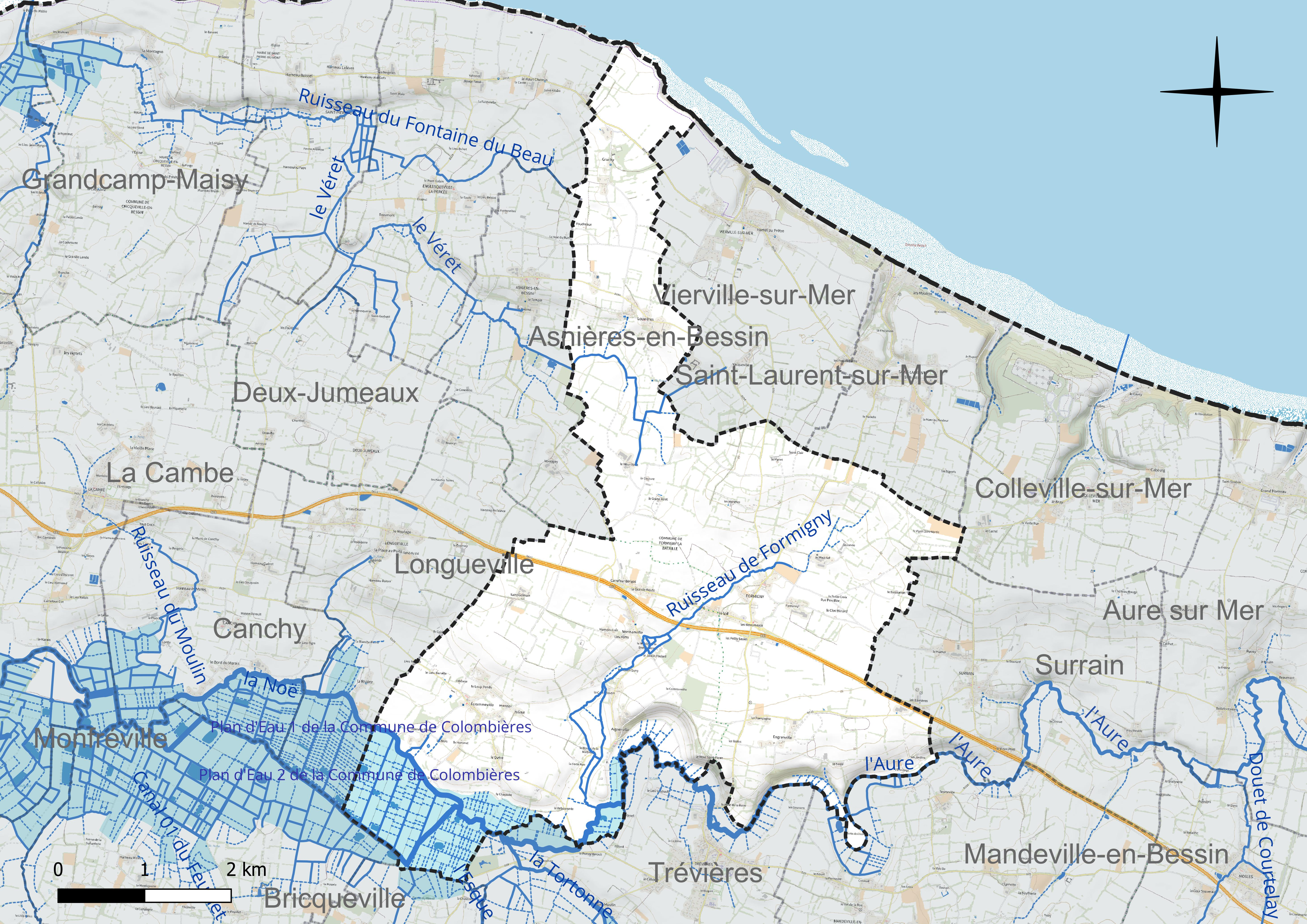
Réseau hydrographique de Formigny La Bataille.

### Climat
Pour des articles plus généraux, voir Climat de la Normandie et Climat du Calvados.
En 2010, le climat de la commune est de type climat océanique franc, selon une étude du CNRS s'appuyant sur une série de données couvrant la période 1971-2000. En 2020, Météo-France publie une typologie des climats de la France métropolitaine dans laquelle la commune est exposée à un climat océanique et est dans la région climatique Normandie (Cotentin, Orne), caractérisée par une pluviométrie relativement élevée (850 mm/a) et un été frais (15,5 °C) et venté. Parallèlement le GIEC normand, un groupe régional d'experts sur le climat, différencie quant à lui, dans une étude de 2020, trois grands types de climats pour la région Normandie, nuancés à une échelle plus fine par les facteurs géographiques locaux. La commune est, selon ce zonage, exposée à un « climat maritime », correspondant au Cotentin et à l'ouest du département de la Manche, frais, humide et pluvieux, où les contrastes pluviométrique et thermique sont parfois très prononcés en quelques kilomètres quand le relief est marqué.
Pour la période 1971-2000, la température annuelle moyenne est de 10,8 °C, avec  une amplitude thermique annuelle de 11,2 °C. Le cumul annuel moyen de précipitations est de 895 mm, avec 13,3 jours de précipitations en janvier et 8,1 jours en juillet. Pour la période 1991-2020, la température moyenne annuelle observée sur la station météorologique la plus proche, située sur la commune de Balleroy-sur-Drôme à 18 km à vol d'oiseau, est de 11,2 °C et le cumul annuel moyen de précipitations est de 924,3 mm,. Pour l'avenir, les paramètres climatiques de la commune estimés pour 2050 selon différents scénarios d'émission de gaz à effet de serre sont consultables sur un site dédié publié par Météo-France en novembre 2022.

## Urbanisme

### Typologie
Au 1er janvier 2024, Formigny La Bataille est catégorisée commune rurale à habitat dispersé, selon la nouvelle grille communale de densité à 7 niveaux définie par l'Insee en 2022.
Elle est située hors unité urbaine. Par ailleurs la commune fait partie de l'aire d'attraction de Bayeux, dont elle est une commune de la couronne,. Cette aire, qui regroupe 29 communes, est catégorisée dans les aires de moins de 50 000 habitants,.
La commune, bordée par la baie de Seine, est également une commune littorale au sens de la loi du 3 janvier 1986, dite loi littoral. Des dispositions spécifiques d'urbanisme s'y appliquent dès lors afin de préserver les espaces naturels, les sites, les paysages et l'équilibre écologique du littoral, tel le principe d'inconstructibilité, en dehors des espaces urbanisés, sur la bande littorale des 100 mètres, ou plus si le plan local d'urbanisme le prévoit.

## Toponymie
Le nom de la localité est attesté sous les formes Formigneium en 1194 ; Formingneium en 1198 ; Formengneium en 1277 ; Fourmaignie en 1340 ; Fourmigny en 1371.
« La bataille » fait référence à la bataille de Formigny.

## Histoire
Le 15 avril 1450 a lieu la bataille de Formigny qui marque la fin de la guerre de Cent Ans en Normandie.
La commune nouvelle regroupe les communes d'Aignerville, d'Écrammeville, de Formigny et de Louvières, qui deviennent des communes déléguées, le 1er janvier 2017. Son chef-lieu se situe à Formigny.

## Politique et administration

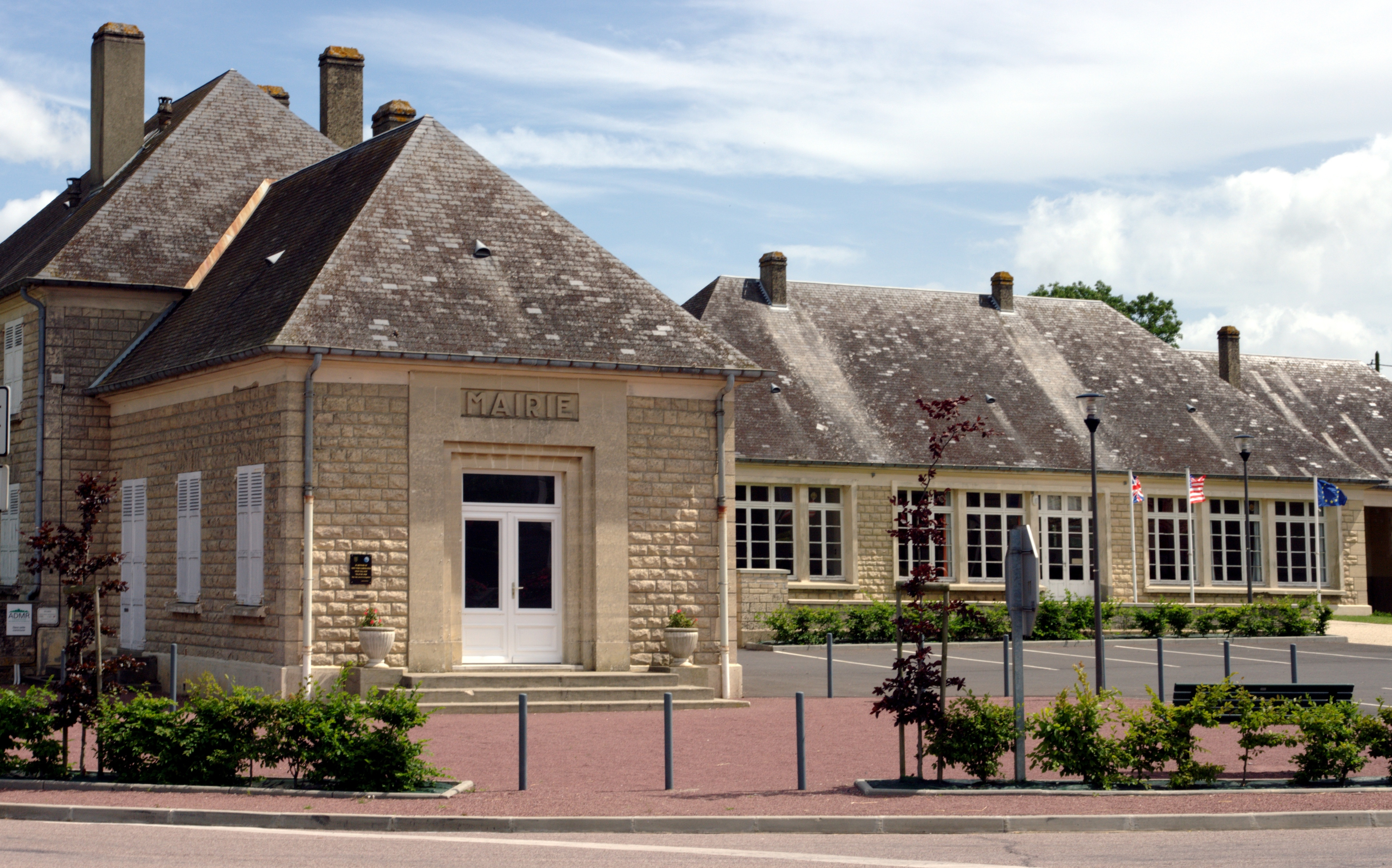
La mairie.

| Nom              | Code Insee | Intercommunalité | Superficie (km2) | Population (dernière pop. légale) | Densité (hab./km2) |
| ---------------- | ---------- | ---------------- | ---------------- | --------------------------------- | ------------------ |
| Formigny (siège) | 14281      | CC de Trévières  | 10,86            | 261 (2020)                        | 24                 |
| Aignerville      | 14004      | CC de Trévières  | 4,35             | 206 (2020)                        | 47                 |
| Écrammeville     | 14235      | CC de Trévières  | 6,84             | 204 (2020)                        | 30                 |
| Louvières        | 14382      | CC de Trévières  | 4,19             | 73 (2020)                         | 17                 |

### Liste des maires
| Période | Période  | Identité      | Étiquette | Qualité |
| ------- | -------- | ------------- | --------- | ------- |
| 2017    | En cours | Alain Gervais |           |         |

## Population et société

### Démographie
L'évolution du nombre d'habitants est connue à travers les recensements de la population effectués dans la commune depuis sa création.
En 2022, la commune comptait 760 habitants, en évolution de +4,68 % par rapport à 2016 (Calvados : +1,58 %, France hors Mayotte : +2,11 %).
| 2015 | 2016 | 2021 | 2022 |
| ---- | ---- | ---- | ---- |
| 720  | 726  | 752  | 760  |

## Culture locale et patrimoine
- Église Notre-Dame de Louvières.
- Église Saint-Martin de Formigny.
- Église Saint-Pierre d'Engranville.
- Chapelle Saint-Louis de Formigny.
- Église Notre-Dame d'Écrammeville.
- Église Saint-Pierre d'Aignerville.